# Kot syjamski

Tajlandia

Kot syjamski – jedna z najstarszych i najdłużej znanych ras kota.

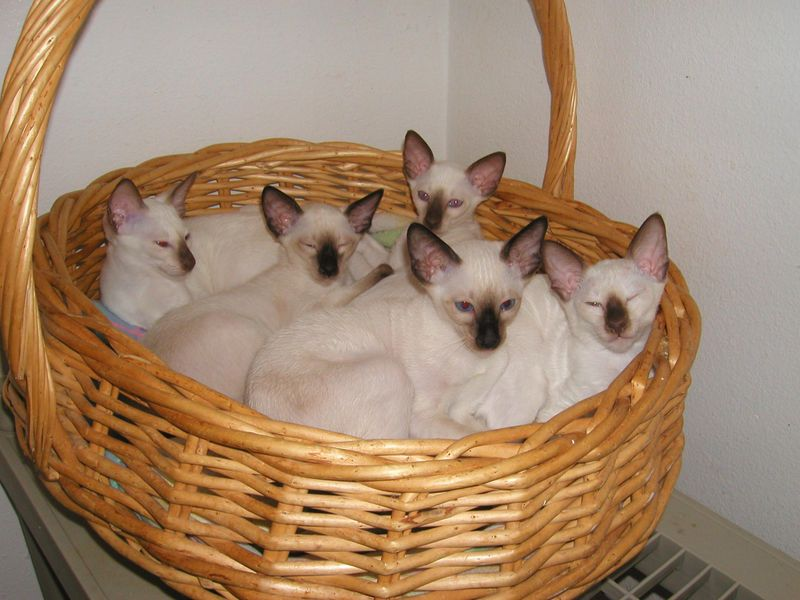
Kocięta syjamskie

## Pochodzenie
Koty syjamskie pochodzą z Dalekiego Wschodu (Syjam to współczesna Tajlandia). Pierwsze wzmianki o nich pojawiły się już w XVI wieku.

## Wygląd
Cechą charakterystyczną są plamy, które pokrywają maskę, uszy, łapy i ogon. Posiada duże, niebieskie oczy. Jest to kot szczupły, o wydłużonej sylwetce i muskularnej budowie. Kocięta rodzą się białe, zaczynają się wybarwiać dopiero w drugim tygodniu życia.

## Charakter
Są bardzo inteligentne, chętnie uczą się różnych sztuczek. Ciekawskie, śmiałe, łatwo nawiązują kontakty i lubią wizyty gości. Dobrze czują się w obecności innych kotów lub psów. Mają duży temperament, znane są z przywiązania do właściciela, jeśli go stracą, mogą to nawet przypłacić zdrowiem. Starają się towarzyszyć opiekunowi we wszystkich domowych czynnościach, głośno domagają się pieszczot i zainteresowania. Bywają także zazdrosne. Nie powinny być posiadane przez osoby, które większość czasu spędzają poza domem.
Większość kotów syjamskich ma doskonały apetyt, dlatego utrzymanie szczupłej sylwetki takiego kota jest dla właściciela niemałym wyzwaniem. Koty syjamskie odznaczają się długowiecznością – mogą żyć nawet 20 lat.